# Cuapiaxtla, Tlaxcala
Cuapiaxtla är en kommunhuvudort i Mexiko.   Den ligger i kommunen Cuapiaxtla och delstaten Tlaxcala, i den sydöstra delen av landet, 140 km öster om huvudstaden Mexico City. Cuapiaxtla ligger 2 471 meter över havet och antalet invånare är 7 147.
Terrängen runt Cuapiaxtla är huvudsakligen platt, men österut är den kuperad. Cuapiaxtla ligger uppe på en höjd. Runt Cuapiaxtla är det ganska tätbefolkat, med 108 invånare per kvadratkilometer. Närmaste större samhälle är Huamantla, 16,5 km väster om Cuapiaxtla. Trakten runt Cuapiaxtla består till största delen av jordbruksmark.